# Traditionserlass

Logo der Bundeswehr

Der Traditionserlass, seit 2018 Die Tradition der Bundeswehr. Richtlinien zum Traditionsverständnis und zur Traditionspflege ist eine Dienstvorschrift der Bundeswehr, welche die Regeln zur militärischen Traditionsübernahme im Geschäftsbereich des Bundesministeriums der Verteidigung enthält. Er ist Teil der Zentralen Dienstvorschrift „Innere Führung“ zu Selbstverständnis und Führungskultur der Bundeswehr und stellt für alle Truppenteile Verhaltensregeln zur Überwindung militärischer Traditionen auf, die mit der freiheitlich-demokratischen Grundordnung und dem Wertesystem des Grundgesetzes nicht vereinbar sind. Das Spektrum reicht vom Auftreten der Soldaten über Regelungen zum Umgang mir wehrkundlichen Exponaten wie Waffen und Orden bis hin zur Benennung von Kasernen. 

## Entstehungsgeschichte

### Wehrmacht und Nationalsozialismus
Entgegen den Bestimmungen im Friedensvertrag von Versailles über die Demobilisierung der deutschen Streitkräfte und die Abschaffung der allgemeinen Wehrpflicht war 1935 die Wehrpflicht wieder eingeführt und seit der Machtergreifung der Nationalsozialisten die Wehrmacht massiv aufgerüstet worden.
Nach dem Wehrgesetz vom 21. Mai 1935 war der Führer und Reichskanzler der Oberste Befehlshaber der Wehrmacht. Die Soldaten schworen den Führereid auf Adolf Hitler persönlich. Seit einer Gesetzesänderung zum 1. Oktober 1944 hatten alle Wehrmachtsangehörigen die Pflicht, „dienstlich und außerdienstlich im Sinne der nationalsozialistischen Weltanschauung zu wirken und sich jederzeit für die einzusetzen“. „Wesentlichste Aufgabe“ der Vorgesetzten war es, ihre Untergebenen nationalsozialistisch zu erziehen und zu führen. Die Mitgliedschaft in der NSDAP, ihren Gliederungen und angeschlossenen Verbänden blieb nun auch für die Dauer des aktiven Wehrdienstes in Kraft.
Im Nürnberger Prozess gegen die Hauptkriegsverbrecher waren unter anderen der Reichsluftfahrtminister und Beauftragte für den Vierjahresplan Hermann Göring, der Chef des Wehrmachtsführungsstabes Alfred Jodl und der Chef des Oberkommandos der Wehrmacht Wilhelm Keitel wegen ihrer Verantwortung für den Zweiten Weltkrieg als eines verbrecherischen Angriffskrieges, Kriegsverbrechen und Verbrechen gegen die Menschlichkeit zum Tode verurteilt worden.
Mit dem Kontrollratsgesetz Nr. 34 wurde die Wehrmacht aufgelöst und für ungesetzlich erklärt. 
Die Verbreitung und öffentliche Verwendung der Hakenkreuzflagge und der sog. Reichskriegsflagge ist in der Bundesrepublik Deutschland als Verwenden von Kennzeichen verfassungswidriger Organisationen strafbar (§ 86a StGB).

### Inneres Gefüge der Bundeswehr
Auf der Potsdamer Konferenz von 1945 hatten die Alliierten die komplette Demilitarisierung Deutschlands beschlossen. Auch das Grundgesetz enthielt bei seinem Inkrafttreten im Mai 1949 keine Regelungen über die Aufstellung deutscher Streitkräfte. Für die neugegründete Bundesrepublik waren keine eigenen Streitkräfte vorgesehen.
Bereits die Himmeroder Denkschrift vom 9. Oktober 1950 enthielt jedoch im Hinblick auf die geplante Westintegration Überlegungen zum neuen „inneren Gefüge“ deutscher Streitkräfte. „Das Ganze wie der Einzelne“ sollten „aus innerer Überzeugung die demokratische Staats- und Lebensform“ bejahen und „eine überparteiliche Haltung“ zeigen. Es müsse eine „innere Festigkeit gegen Zersetzung durch undemokratische Tendenzen (Bolschewismus und Totalitarismus) erreicht werden.“
Mit dem Beitritt zur Westeuropäischen Union und zur NATO im Jahr 1955 wurden die Wehrverfassung und das Soldatengesetz verabschiedet, um besonders von Seiten der SPD dafür Sorge zu tragen, die Demokratie in- und außerhalb der in Entstehung begriffenen Streitkräfte zu wahren und das Menschenbild des Grundgesetzes auch für die Soldaten als Staatsbürgern in Uniform zur verbindlichen Vorgabe zu machen. Aufgrund ihres beamtenähnlichen  Dienstverhältnisses sind die Soldaten der verfassungsmäßigen Ordnung besonders verpflichtet.
Die Bundeswehr ist eine Bündnisarmee unter parlamentarischer Kontrolle und unabhängiger Gerichtsbarkeit mit Wehrstraf- und Truppendienstgerichten.

### Traditionswürdigkeit
Die Tradition der Bundeswehr umfasst jene Teile der deutschen Militärgeschichte, die mit der freiheitlich-demokratischen Grundordnung des Grundgesetzes vereinbar und geeignet sind, das Selbstverständnis der Truppe zu prägen. Dazu zählen die Achtung der Menschenwürde, das Rechtsstaatsprinzip, die Demokratie und die Gewaltenteilung sowie die Verpflichtung, für Freiheit und Frieden einzutreten, aber auch hergebrachte „soldatische Tugenden“ wie Tapferkeit, Kameradschaft, Gehorsam und gewissenhafte Pflichterfüllung.

#### Wehrmacht und Nationale Volksarme
Namentlich Wolf von Baudissin, der die Himmeroder Denkschrift zum inneren Gefüge der Bundeswehr mit verfasste, setzte sich mit der Traditionswürdigkeit der Wehrmacht auseinander und verneinte diese. „Die Wehrmacht diente dem nationalsozialistischen Unrechtsregime und war in dessen Verbrechen schuldhaft verstrickt, die in ihrem Ausmaß, in ihrem Schrecken und im Grad ihrer staatlichen Organisation einzigartig in der Geschichte sind. Im Zweiten Weltkrieg wurde sie zu einem Instrument der rassenideologischen Kriegsführung.“ Soldaten im Widerstand gegen Unrecht und Verbrechen der nationalsozialistischen Gewaltherrschaft haben sich jedoch „bis zur letzten Konsequenz bewährt.“ Solche Gewissenstreue gelte es zu bewahren. Einzelne Wehrmachtsangehörige wie Claus Schenk Graf von Stauffenberg  und andere am Attentat vom 20. Juli 1944 Beteiligte können damit durchaus in das Traditionsgut der Bundeswehr übernommen werden. 
Die Nationale Volksarmee war fest in das Bündnissystem der sozialistischen Staaten, den Warschauer Pakt, eingebunden und ist aufgrund ihres Selbstverständnisses als Parteiarmee zur Herrschaftssicherung der SED-Diktatur  nicht traditionswürdig. Während der Friedlichen Revolution 1989 ging sie jedoch nicht gegen das Freiheitsstreben der Bevölkerung vor. Ausgewählte ehemalige NVA-Angehörige wurden deshalb 1990 in die Bundeswehr übernommen und trugen zum Gelingen der Deutschen Einheit bei. Diese ehemaligen Angehörigen der NVA können deshalb traditionsstiftend sein.
Wenn auch Wehrmacht und NVA nicht gleichgesetzt werden, sind doch beide Armeen mit den Werten einer freiheitlichen Demokratie unvereinbar und daher als solche nicht traditionswürdig.

## Die einzelnen Traditionserlasse

### „Tradition und Bundeswehr“ 1965
Der erste Traditionserlass wurde 10 Jahre nach Gründung der Bundeswehr am 1. Juli 1965 von dem damaligen Bundesverteidigungsminister Kai-Uwe von Hassel (CDU) herausgegeben, der vor allem Richtlinien zum Umgang mit der Wehrmacht im Nationalsozialismus und diesem Teil des historischen Erbes der Bundeswehr enthielt. Schließlich bestanden bereits im Amt Blank informelle Zirkel aus Wehrmachtsoffizieren, die Kontakte bis in die höchsten Ebenen der Politik unterhielten und Lobbyarbeit für die Gründung einer neuen Armee betrieben. Viele der ersten Bundeswehrsoldaten hatten bereits in der Wehrmacht oder der Waffen-SS gedient.
Vorangegangen waren Auseinandersetzungen inner- und außerhalb der Bundeswehr, in welcher Form und wozu „überlieferungswürdige“ Werte aus der deutschen Geschichte in der Truppe gepflegt und weitergegeben werden sollten. Das betraf vordergründig soldatisches Brauchtum oder Symbole, in stärkerem Maß aber Traditionen, die Orientierung im gesellschaftlichen Umfeld bieten könnten. Weil man mit historischen Erfahrungen wie dem Drill der Preußischen Armee, der Reichswehr als „Staat im Staate“ oder der Wehrmacht als „willfährigem Instrument des nationalsozialistischen Gewaltregimes“ brechen wollte, kam die Forderung auf, eine neue, bundeswehreigene Tradition zu bilden, die dem Leitbild des Staatsbürgers in Uniform und dem Verständnis der Partner im westlichen Bündnis vom Schutz von Freiheit und Recht entsprach.

#### Grundsätze (Auszüge)
Der erste Traditionserlass enthält das Bekenntnis zum operativen Verteidigungskonzept und zur Politik der Abschreckung, eine Absage an Angriffskrieg und übersteigerten Nationalismus, der in den Ersten und Zweiten Weltkrieg geführt habe und das Bekenntnis zur Mitgliedschaft in der NATO, internationalen Zusammenschlüssen und im „werdenden Europa“.

#### Gültige Überlieferungen der deutschen Wehrgeschichte (Auszüge)
Traditionspflege ist Teil der soldatischen Erziehung. Der Auftrag, „der Bundesrepublik Deutschland treu zu dienen und das Recht und die Freiheit des deutschen Volkes tapfer zu verteidigen“, ist Maßstab für die gültige Tradition der Bundeswehr. Nur Soldaten, die auch als Menschen ihrer Verantwortung genügt haben, sind Vorbilder, die Bestand haben. Im Eid gelobt der Soldat Treue zu seinem Dienstherrn, der für ihn Recht, Volk und Staat verkörpert. Der Bruch des Eides durch den Dienstherrn rechtfertigt Widerstand aus Verantwortung.
„Das nationalsozialistische Regime hat die Freiheit im Gehorsam missachtet. Die eigene Verantwortung im Wagnis von Leben, Stellung und Ruf gab und gibt dem Gehorsam des Soldaten seinen menschlichen Rang. Zuletzt nur noch dem Gewissen verantwortlich, haben sich Soldaten im Widerstand gegen Unrecht und Verbrechen der nationalsozialistischen Gewaltherrschaft bis zur letzten Konsequenz bewährt.“ Solche Gewissenstreue gelte es zu bewahren. Einzelne Wehrmachtsangehörige wie Claus Schenk Graf von Stauffenberg und andere am Attentat vom 20. Juli 1944 Beteiligte können damit durchaus in das Traditionsgut der Bundeswehr übernommen werden, nicht aber die Wehrmacht als solche, die „Instrument eines Terrorregimes und in Verbrechen während des Zweiten Weltkriegs verstrickt“ war. Der militärische Widerstand gegen das nationalsozialistische Regime sollte im Traditionsbild jedoch ausdrücklich etabliert werden.
Soldatische Tradition könne sich nicht nur an Gestalten halten, denen Sieg vergönnt war.
Die Preußische Heeresreform ist Vorbild für den politisch denkenden und mitverantwortlichen Bundeswehrsoldaten als Staatsbürger in Uniform.
Neben den soldatischen gehören auch alle anderen Überlieferungen der Geschichte in die Tradition der Bundeswehr, die von der Bereitschaft zeugen, für Freiheit und Recht Opfer zu bringen wie „Gelassenheit und Würde in Unglück und Erfolg“ oder „Zurückhaltung in Auftreten und Lebensstil“ sowie „Toleranz, Gewissen und Gottesfurcht“.

#### Traditionspflege in der Bundeswehr (Auszüge)
Die Verbundenheit mit der Geschichte finde ihren sichtbaren Ausdruck in folgenden Symbolen, die für den Soldaten besondere Bedeutung haben:
- die schwarz-rot-goldene Bundesflagge als Sinnbild für die deutsche Demokratie,
- der Bundesadler als ältestes deutsches Sinnbild der Souveränität und des Rechtsstaats
- die deutsche Nationalhymne als Ausdruck des Bewahrens von Einigkeit, Recht und Freiheit,
- das Eiserne Kreuz und die Ehrenzeichen der Bundeswehr als Auszeichnung für Tapferkeit, Freiheitsliebe und Ritterlichkeit,
- der Diensteid und das Feierliche Gelöbnis als öffentliches Bekenntnis, „der Bundesrepublik Deutschland treu zu dienen und das Recht und die Freiheit des deutschen Volkes tapfer zu verteidigen“,

Militärisches Brauchtum und militärisches Zeremoniell wie der Großen Zapfenstreich unterstützen die Traditionspflege.
Symbole, die das Hakenkreuz enthalten, dürfen weder ausgestellt noch gezeigt werden. Die Pflege kameradschaftlicher Beziehungen sollte jedoch örtliche Kameradschafts- und Traditionsvereine der ehemaligen Wehrmacht nicht ausschließen.

### „Richtlinien zum Traditionsverständnis und zur Traditionspflege in der Bundeswehr“ 1982

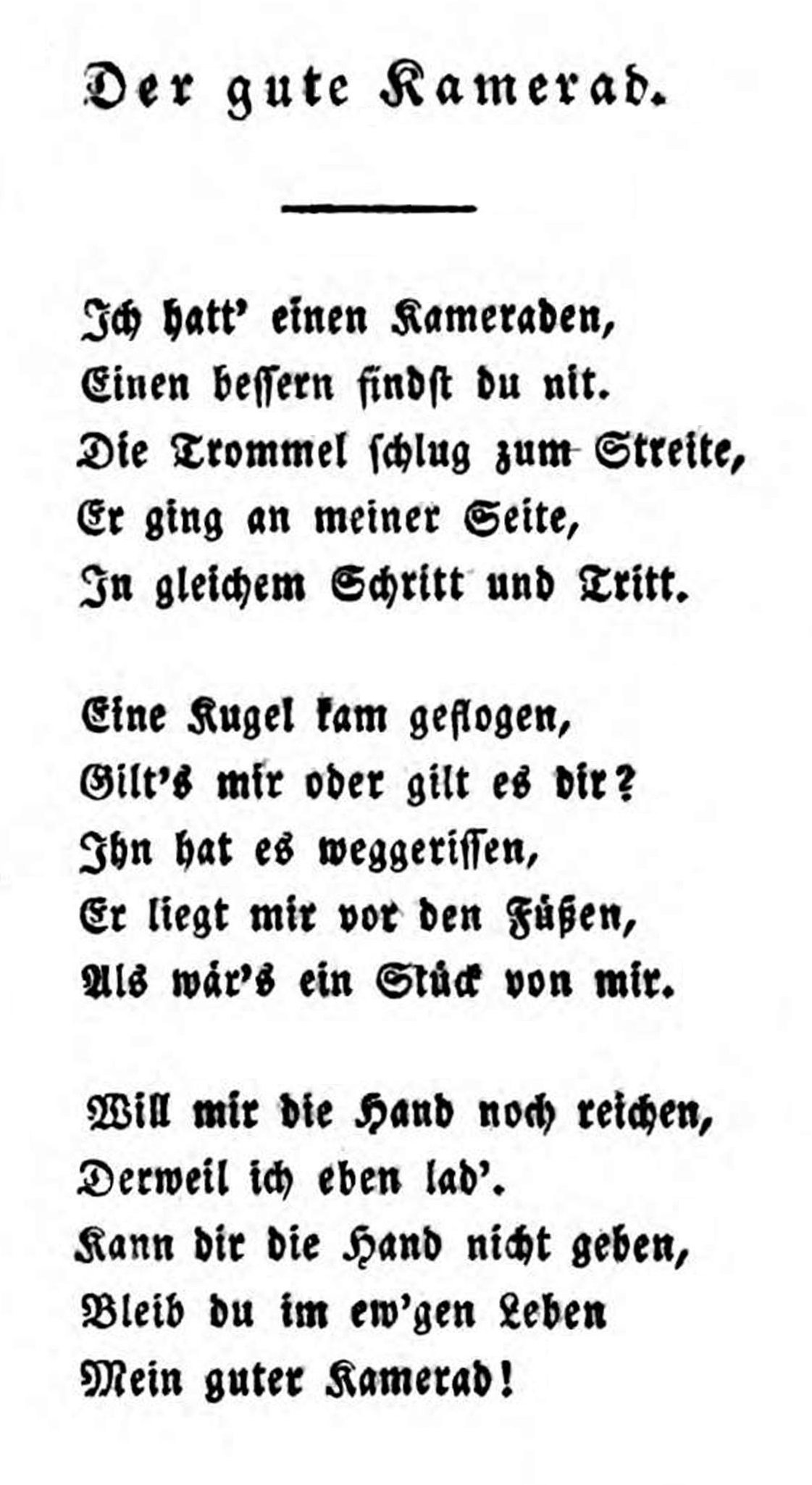
Der gute Kamerad, Druckfassung 1815

Bundesverteidigungsminister Hans Apel legte 1982 überarbeitete „Richtlinien zum Traditionsverständnis und zur Traditionspflege in der Bundeswehr“ zur weiteren Abgrenzung vom Dritten Reich vor. Inzwischen war die westdeutsche Friedensbewegung im Zusammenhang mit dem NATO-Doppelbeschluss erstarkt, die Rudel-Affäre hatte 1976 zu einem öffentlichen Skandal geführt. 
Die Geschichte deutscher Streitkräfte habe sich nicht ohne tiefe Einbrüche entwickelt. In den Nationalsozialismus waren Streitkräfte teils schuldhaft verstrickt, teils wurden sie schuldlos missbraucht. Ein Unrechtsregime, wie das Dritte Reich, kann Tradition nicht begründen. 
Nicht jede Einzelheit militärischen Brauchtums, das sich aus früheren Zeiten herleitet, müsse demokratisch legitimiert sein. Militärisches Brauchtum dürfe aber den vom Grundgesetz vorgegebenen Werten und Normen nicht entgegenstehen. 
In der Traditionspflege der Bundeswehr sollten solche Zeugnisse, Haltungen und Erfahrungen aus der Geschichte bewahrt werden, die als ethische und rechtsstaatliche, freiheitliche und demokratische Traditionen auch für unsere Zeit beispielhaft und erinnerungswürdig sind. 
Auf ein kritisches Bekenntnis zur deutschen Geschichte, Liebe zu Heimat und Vaterland, Orientierung nicht allein am Erfolg und den Erfolgreichen, sondern auch am Leiden der Verfolgten und Gedemütigten sollen in der Traditionspflege besonderer Wert gelegt werden.
Die Offenheit gegenüber gesellschaftlichen Entwicklungen und die Kontaktbereitschaft zu den zivilen Bürgern sowie die Hilfeleistungen für die Zivilbevölkerung bei Notlagen und Katastrophen im In- und Ausland  gehören zu den unverwechselbaren Merkmalen der Bundeswehr
Auch der Große Zapfenstreich als Ausdruck des Zusammengehörigkeitsgefühls und das Lied vom guten Kameraden als Abschiedsgruß haben ebenfalls einen festen Platz in der Traditionspflege. Das Liedgut ist im Liederbuch der Bundeswehr zusammengestellt
Das Sammeln von Waffen, Modellen, Urkunden, Fahnen, Bildern, Orden und Ausrüstungsgegenständen ist erlaubt. Es dient der Kenntnis und dem Interesse an der Geschichte und belegt, was gewesen ist. Die Art und Weise, in der wehrkundliche Exponate gezeigt werden, muss die Einordnung in einen geschichtlichen Zusammenhang erkennen lassen.
An Tagen der offenen Tür und bei anderen Gelegenheiten sind die Bürger einzuladen, den Alltag und das Leistungsvermögen der Truppe kennenzulernen. 

### „Die Tradition der Bundeswehr. Richtlinien zum Traditionsverständnis und zur Traditionspflege“ 2018
Die aktuelle Version wurde am 21. Februar 2018 dem Verteidigungsausschuss des Bundestages präsentiert und am 28. März 2018 von der damaligen Bundesverteidigungsministerin Ursula von der Leyen unterzeichnet.
Der Traditionserlass von 2018 erläutert, was für die Soldatinnen und Soldaten sowie die Zivilangestellten und Reservisten der Bundeswehr im 21. Jahrhundert traditionswürdig sein soll.
Von der Leyen berücksichtigte in ihren Richtlinien das Ende des Kalten Krieges und die Deutsche Einheit mit der Integration der Nationalen Volksarmee in die Bundeswehr („Armee der Einheit“), die Auslandseinsätze der Bundeswehr, die Aufstellung multinationaler NATO-Kampftruppen mit deutscher Beteiligung oder auch die Aussetzung der allgemeinen Wehrpflicht bzw. Wandelung der Bundeswehr zur Freiwilligenarmee.
Außerdem bestanden in der Bundeswehr weiterhin Anknüpfungspunkte an nationalsozialistisches Gedankengut, beispielsweise bei  rechtsextremistischen Verdachtsfällen im Kommando Spezialkräfte, im Fall Franco A. oder bei der Benennung von Kasernen nach Wehrmachtsangehörigen.
Das wesentlich Neue des Erlasses vom 28. März 2018 war die zentrale Stellung der eigenen Geschichte der Bundeswehr bei gleichzeitiger Wiedergewinnung der gesamten deutschen (Militär-)Geschichte als Resonanzraum der Tradition der Bundeswehr. Die bisherige Verengung auf drei „Traditionslinien“ wie den Widerstand gegen das NS-Regime, die Heeresreformen während der napoleonischen Befreiungskriege oder die eigene Geschichte der Bundeswehr wurden damit aufgegeben.
Über 60 Jahre nach ihrer Gründung sollte die eigene Geschichte der Bundeswehr mit Würdigung der Aufbaugeneration der zentrale Bezugspunkt der Tradition werden, was jedoch Kritikern zufolge noch nicht gelungen ist.

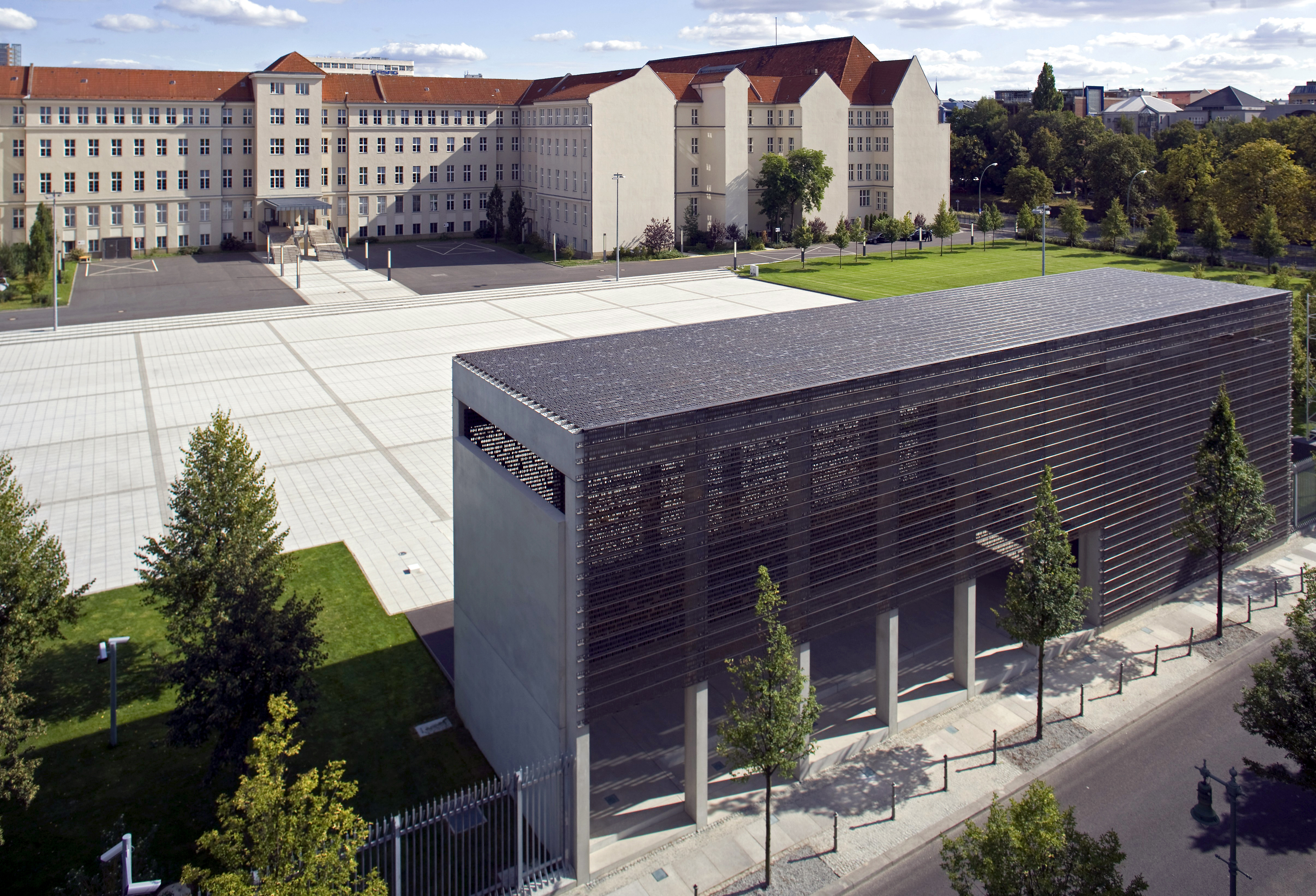
Das Ehrenmal der Bundeswehr am Dienstsitz des Bundesministeriums der Verteidigung in Berlin ist zentraler Gedenkort für alle militärischen und zivilen Angehörigen der Bundeswehr, die in Ausübung ihrer Dienstpflicht ihr Leben verloren haben

Die Version von 2018 versteht sich nach eigener Aussage nicht als radikale Neufassung, sondern Weiterentwicklung. Als zentrale Bezugspunkte der Tradition werden über die seit dem Traditionserlass von 1965 gültigen Symbole hinaus hervorgehoben:
- der Schutz der Bundesrepublik Deutschland und ihrer Bürgerinnen und Bürger,
- treues Dienen in Freiheit, das soldatisches Handeln an das Gewissen bindet und dem Gehorsam Grenzen setzt,
- die Konzeption der Inneren Führung mit ihrem Leitbild des Staatsbürgers in Uniform,
- der gemeinsame Beitrag zur Einsatzbereitschaft der Bundeswehr durch Streitkräfte und Bundeswehrverwaltung,
- der Beitrag der Bundeswehr zum internationalen Krisenmanagement sowie ihre Bewährung in Einsätzen und im Gefecht,
- das Bewahren von Freiheit und Frieden im Kalten Krieg und das Eintreten für die deutsche Einheit,
- das Erbe der allgemeinen Wehrpflicht und die Leistungen der über acht Millionen Grundwehrdienstleistenden,
- die Einbindung in multinationale Strukturen und Verbände der NATO und der Europäischen Union,
- der Beitrag der Bundeswehr zur Aussöhnung Deutschlands mit ehemaligen Kriegsgegnern (beispielsweise durch Zusammenarbeit mit dem Volksbund Deutsche Kriegsgräberfürsorge)[26]
- die erfolgreiche Hilfeleistung in humanitären Notsituationen im In- und Ausland bei zivil-militärischer Zusammenarbeit,
- die Integrationsleistung der Bundeswehr bei der Wiedervereinigung Deutschlands.

Besondere Bedeutung in der Traditionspflege der Bundeswehr haben nunmehr auch die Europahymne und die Europafahne als Bekenntnis zur europäischen Verteidigungsidentität.
Dienstliche Kontakte mit Nachfolgeorganisationen der Waffen-SS oder der Ordensgemeinschaft der Ritterkreuzträger sind untersagt. Das Ausschmücken von Diensträumen mit Exponaten und Darstellungen aus der Wehrmacht und der NVA ist außerhalb von Ausstellungen in Militärgeschichtlichen Sammlungen grundsätzlich nicht gestattet, sofern es sich nicht um einzelne traditionsstiftende Persönlichkeiten handelt. Historischer Bauschmuck in Kasernen und Liegenschaften sowie an Gebäuden der Bundeswehr ist nicht Gegenstand der Traditionspflege. Als historische Artefakte ist ihr Erhalt dennoch anzustreben. Eine historische Einordnung, z. B. durch eine Informationstafel, ist erforderlich. Das gilt auch für Denkmäler in Kasernen. 
Traditionspflege und historische Bildung sind Führungsaufgaben. Zuständig für das Beachten und Verwirklichen der Richtlinien sind die Inspekteure bzw. Inspekteurinnen und Leiter bzw. Leiterinnen der Organisationsbereiche der Bundeswehr sowie insbesondere die Kommandeure bzw. Kommandeurinnen, Dienststellenleiter bzw. Dienststellenleiterinnen und Einheitsführer bzw. Einheitsführerinnen.

#### „Ergänzende Hinweise“ 2024
Die Ergänzenden Hinweise zu den Richtlinien zum Traditionsverständnis und zur Traditionspflege der Bundeswehr, die am 12. Juli 2024 vom Abteilungsleiter Einsatzbereitschaft und Unterstützung Streitkräfte im Bundesministerium der Verteidigung Generalleutnant Kai Rohrschneider unterzeichnet worden waren, führten namentliche Beispiele „für militärische Exzellenz bzw. soldatische Tugenden“ auf und sollten „als Anhalt für die Auswahl traditionsstiftender Personen aus der Geschichte der Bundeswehr sowie aus der deutschen Militärgeschichte“ dienen. Die Liste enthielt Offiziere, die sowohl in der Wehrmacht gekämpft als auch beim Aufbau der Bundeswehr bedeutende Beiträge geleistet hätten.
Angesichts des Russischen Überfalls auf die Ukraine seit 2022 sei die Bedeutung der Kriegstüchtigkeit gestiegen und auch die Traditionspflege solle ein größeres Augenmerk auf militärische Exzellenz (Fähigkeit bzw. Können) legen, um die Einsatzbereitschaft und den Willen zum Kampf zu stärken.
In einem Rundschreiben vom 14. August 2024 erklärte Generalinspekteur Carsten Breuer nach öffentlicher Kritik die Regelung für aufgehoben.

## Praktische Bedeutung

### Disziplinarrecht
Verstöße gegen einzelne, in den Dienstvorschriften niedergelegte Grundsätze der Traditionspflege haben Disziplinarmaßnahmen zur Folge.

### Bundeswehrliederbuch
Auf Weisung des Bundesministeriums der Verteidigung wurde am 12. Mai 2017 die Ausgabe des Liederbuches der Bundeswehr „Kameraden singt!“ eingestellt, um es durch eine „abgestimmte, den Bedürfnissen der Truppe angepasste und unserem Werteverständnis entsprechende Auswahl an Liedern in Form einer digitalen Liederliste über das Intranet der Bundeswehr“ zu ersetzen.

### (Um-)Benennung von Kasernen
Der Traditionserlass verlangt für die Aufnahme einzelner Personen in das Traditionsgut der Bundeswehr „eine eingehende Einzelfallbetrachtung sowie ein sorgfältiges Abwägen. Dieses Abwägen muss die Frage persönlicher Schuld berücksichtigen und eine Leistung zur Bedingung machen, die vorbildlich oder sinnstiftend in die Gegenwart wirkt, etwa die Beteiligung am militärischen Widerstand gegen das NS-Regime oder besondere Verdienste um den Aufbau der Bundeswehr.“
Eine solche Einzellfallbetrachtung nimmt insbesondere die 2017 durch den Generalinspekteur der Bundeswehr gegründete Ansprechstelle für militärhistorischen Rat des Zentrums für Militärgeschichte und Sozialwissenschaften der Bundeswehr (ZMSBw) vor.
Bestehende Benennungen müssen diesen Anforderungen entsprechen. Das hat beispielsweise zur Umbenennung der nach Helmut Lent benannten Kaserne in Rotenburg/Wümme in „Von-Düring-Kaserne“ oder der Emmich-Cambrai-Kaserne in „Hauptfeldwebel-Lagenstein-Kaserne“ geführt. Seit 1995 wurden insgesamt 16 Kasernen umbenannt.